# Ivan Avanesjan
Ivan Choreni Avanesjan (armenisch Իվան Խորենի Ավանեսյան; * 12. Mai 1968 in Banadzor, Provinz Hadrut) ist ein armenischer Politiker der Republik Arzach.

## Leben
1985 beendete Ivan Avanesjan seine Schulausbildung, 1989 absolvierte er die Fernabteilung der tierärztlichen Fakultät an der landwirtschaftlichen Berufsschule. Von 1986 bis 1988 diente er bei der sowjetischen Armee. Danach war er bis 1990 als Leiter des Landwirtschaftsbetriebs und Haupttierarzt in einem Sowchos in Banadzor tätig. Von 1992 bis 1994 war er zuerst Bataillonskommandeur, dann stellvertretender Kommandeur des Verteidigungsbezirks.
Avanesjan ist verheiratet und hat zwei Kinder.

## Politik
Ivan Avanesjan ist Mitglied der Partei Freie Heimat (armenisch asat hajreniq). Von 1994 bis 1996 war Ivan Avanesjan zuerst der Stellvertreter des Vorsitzenden der Abteilung Außenangelegenheiten in Hadrut und übernahm dann das Amt des Vorsitzenden der Abteilung. 1997 wurde Direktor des Gebietszentrums für Rentenversicherung und 1998 schließlich für sieben Jahre zum Bürgermeister von Hadrut gewählt.
Bei den Wahlen zur vierten Nationalversammlung am 19. Juni 2005 wurde er als Abgeordneter gewählt und ist seitdem Mitglied der Fraktion „Heimat“. In dieser Legislaturperiode war er Mitglied des ständigen Ausschusses für Außenbeziehungen. Bei den Wahlen zur fünften Nationalversammlung am 23. Mai 2010 errang er ein Mandat im Wahlbezirk N 8. Er ist Mitglied des ständigen Ausschusses für Produktion und Produktionsinfrastruktur.